# Jan Palach

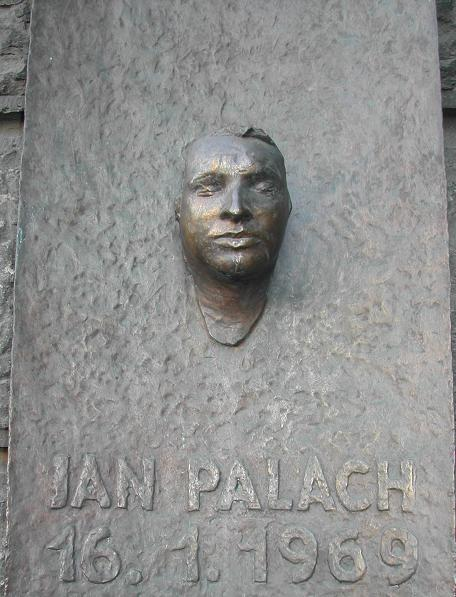
Tablica pamiątkowa z maską pośmiertną

Jan Palach (ur. 11 sierpnia 1948 w Pradze, zm. 19 stycznia 1969 tamże) – student historii i ekonomii politycznej na Wydziale Filozoficznym Uniwersytetu Karola w Pradze, który w proteście przeciwko agresji wojsk Układu Warszawskiego na Czechosłowację i powszechnej apatii czeskiego społeczeństwa 16 stycznia 1969 o godz. 16 dokonał aktu samospalenia przed Muzeum Narodowym na placu Wacława w Pradze.

## Śmierć i upamiętnienie
Zmarł 3 dni później o 3:15 w wyniku odniesionych poparzeń (85% ciała) w specjalistycznej klinice oparzeniowej przy ulicy Legère’a. Rzeźbiarz Olbram Zoubek zdjął potajemnie jego maskę pośmiertną, której odlew zaniesiono następnego dnia na plac Wacława. 25 stycznia 1969 wielotysięczna procesja pogrzebowa na cmentarz Olszański przerodziła się w wielki protest przeciwko okupacji. Jej uczestnicy byli potem prześladowani przez tajną policję Státní bezpečnost (StB), która fotografowała i nagrywała jej przebieg.
W październiku 1973 szczątki Palacha ekshumowano, skremowano i przeniesiono na cmentarz w rodzinnym mieście Všetaty.
Po aksamitnej rewolucji w miejscu, w którym upadł przy Muzeum Narodowym, Palach został upamiętniony wmurowanym brązowym krzyżem. W 1990 jego szczątki powróciły na cmentarz Olszański. W 1991 roku został pośmiertnie odznaczony Orderem Tomáša Garrigue Masaryka I klasy. Nazwiskiem Palacha została nazwana odkryta 22 sierpnia 1969 asteroida, (1834) Palach. Nazwę tę nadał jej odkrywca, przebywający na emigracji czeski astronom Luboš Kohoutek.
Plac przed Wydziałem Filozoficznym Uniwersytetu Karola nosi dzisiaj imię Jana Palacha.

## Pierwsza pochodnia
Po proteście Palacha do końca kwietnia jeszcze 26 osób próbowało aktów samospalenia; 7 z nich zmarło.
Z zostawionego listu
Mój czyn ma sens, ale nikt nie powinien go naśladować. Studenci powinni zachować życie, aby spełnić jego cele, by mogli żywi wesprzeć walkę.
Dzień po samospaleniu grupa studentów – wśród nich Jan Zajíc – rozpoczęła pod pomnikiem św. Wacława przerwany w dniu pogrzebu protest głodowy, domagając się realizacji postulatów zmarłego. Nazajutrz po zgonie Jana na placu Wacława zgromadziła się manifestacja, która przeszła na Uniwersytet, gdzie zegary na Wydziale Filozofii zostały zatrzymane na godzinie 3.15. Na czele szli studenci z transparentem Pozostaniemy wierni.
20 stycznia 1969 podpalił się Josef Hlavatý (zmarł 25 stycznia). 22 stycznia podpalił się Miroslav Malinka, a Blanka Nachazelová popełniła samobójstwo, trując się gazem. Dokładnie miesiąc po pogrzebie kolejny student, 18-letni Jan Zajíc dokonał śmiertelnego samospalenia w pasażu przy placu Wacława – w pozostawionym liście określił się jako pochodnia numer 2. 4 kwietnia 40-letni Evžen Plocek podpalił się na rynku południowomorawskiego miasta Jihlava (zmarł 5 dni później).
Pół roku przed czynem Palacha, 8 września 1968, w czasie ogólnopolskich dożynek na warszawskim Stadionie Dziesięciolecia podobną formę protestu przeciw inwazji wybrał Polak, Ryszard Siwiec. Palach nie mógł jednak o tym wiedzieć, ponieważ protest Siwca został zatajony przez polskie władze. Dopiero w cztery miesiące po śmierci Czecha wiadomość o proteście Siwca podała rozgłośnia Radia Wolna Europa.

## Recepcja w kulturze
Opisanym wydarzeniom oddał hołd Jacek Kaczmarski w utworze zatytułowanym Pochodnie. Zespół Kasabian zadedykował Janowi Palachowi piosenkę Club Foot, z albumu Kasabian. W 1994 roku zespół Serce nagrał utwór dedykowany Janowi Palachowi pt. Usłyszcie mój krzyk. W 2013 roku Agnieszka Holland zrealizowała w Czechach miniserial poświęcony samospaleniu Palacha pod tytułem Gorejący krzew. W lutym 2016 Biblioteka Raczyńskich w Poznaniu przygotowała wystawę Jan Palach ’69.